# Set espases
Set espases (en xinès 七劍 Qi jian) és una pel·lícula wuxia del 2005 produïda i dirigida per Tsui Hark, protagonitzada per Donnie Yen, Leon Lai, Charlie Yeung, Sun Honglei, Lu Yi i Kim So-yeon. Una coproducció internacional entre Hong Kong, la Xina, Corea del Sud i els Països Baixos, la història està àmpliament adaptada de la novel·la de Liang Yusheng Qijian Xia Tianshan i no té relació amb la novel·la, llevat dels noms d'alguns personatges. Set espases es va utilitzar com a pel·lícula d'obertura del Festival Internacional de Cinema de Venècia de 2005 i com a homenatge a la pel·lícula de Akira Kurosawa de 1954 Shichinin no Samurai. Ha estat doblada al català.

## Trama
A mitjans del segle XVII, els manxús va conquerir els territoris de l'antic Imperi Ming i va establir l'Imperi Qing. Mentre que els sentiments nacionalistes comencen a sorgir dins de la wulin (comunitat d'artistes marcials), el govern de Qing imposa immediatament una prohibició per demanar a la gent comuna de practicar arts marcials. El senyor de la guerra Vent de Foc veu la nova llei com una oportunitat per fer fortuna i s'ofereix a ajudar el govern a executar la nova regla. Cobdiciós, cruel i immoral, Vent de Foc arrasa el nord-oest de la Xina amb el seu exèrcit i mata milers de resistents i civils innocents. El seu proper objectiu és atacar Vila Marcial, que acull un gran nombre d'artistes marcials.
Fu Qingzhu, un botxí jubilat, sent la necessitat d'aturar el Vent de Foc, així que marxa per salvar Vila Marcial. Porta amb ell dos joves vilatans, Han Zhibang i Wu Yuanying, a Mount Heaven per buscar l'ajuda del Mestre Resplendor d’Ombra, un espadatxí solitari i forjador d'espases. Resplendor d’Ombra permet als seus quatre estudiants, Chu Zhaonan, Yang Yuncong, Xin Longzi i Mulang, acompanyar el trio en la seva recerca. També dona a cadascun d'ells una espasa especial que va forjar. Els set es diuen "Set espases". Les Set Espases tornen a Vila Marcial al moment i vencen i allunyen amb èxit els soldats de Vent de Foc. Per tal de guanyar temps perquè els vilatans es preparin per a una evacuació, les Set Swords es dirigeixen a la base de Vent de Foc i causen danys cremant el seu graner i enverinant els seus cavalls. Durant l'atac, Chu Zhaonan es troba amb l'esclava coreana de Vent de Foc, Perla Verda, i la porta mentre escapen.
Mentre els vilatans evacuen Vila Marcial i s'endinsen cap als turons, al llarg del camí comencen a passar coses estranyes. Els seus subministraments de menjar i aigua estan enverinats i el seu rastre està marcat per senyals que porten l'enemic cap a ells. Les Set Espases s'adonen que hi ha un espia entre ells i acorden que han d'eliminar-lo abans que Vent de Foc s'aproximi. Perla Verda es converteix immediatament en sospitosa perquè no parla el seu idioma. La situació es complica encara més per una aventura romàntica entre Chu Zhaonan i Perla Verda. En un moment donat, Perla Verda i Chu cauen en un parany posat per Vent de Foc. Chu utilitza la seva espasa per alliberar Perla Verda d'una xarxa llançada pels homes de Vent de Foc, però perd la seva arma. Mentre Chu és capturada per l'enemic, Perla Verda aconsegueix escapar i transmetre el seu missatge que Chu ha estat capturada als altres espadatxins, abans de sucumbir a les seves ferides.
Els altres sis espadatxins viatgen a la base de Vent de Foc i el combaten per rescatar en Chu Zhaonan. Durant l'absència de les Set Espases, l'espia, Qiu Dongluo, incendia l'entrada de la cova per informar a l'enemic del parador dels vilatans. Després de ser descobert pel cap del poble Liu Jingyi i la seva filla Yufang, Dongluo mata Jingyi i procedeix a assassinar sistemàticament els habitants del poble desprevinguts. Després que els nens del poble distreuen a Dongluo, Yufang finalment aconsegueix matar-lo. Tanmateix, l'experiència la traumatitza tant que es torna histèrica. Mentrestant, les Set Espases derroten i maten Vent de Foc, i obliguen el seu exèrcit a retirar-se temporalment. Els espadaxins tornen a l'amagatall, només per trobar que tots els vilatans han estat assassinats, excepte Yufang i els nens. Han Zhibang calma Yufang, mentre que els altres sis espadaxins s'adonen que l'única manera de salvar el wulin és persuadir l'emperador Qing de retirar la prohibició de les arts marcials. Marxen cap a la capital, però Zhibang decideix quedar-se enrere i protegir els supervivents. Yufang li diu a Zhibang que ella i els nens poden ser forts per si mateixos i el persuadeix que es torni a unir als altres espadaxins, així que s'afanya i els enxampa.

## Repartiment
- Donnie Yen com a Chu Zhaonan, el portador del drac.
- Leon Lai com a Yang Yuncong, el portador de la transitorietat.
- Lau Kar-leung com a Fu Qingzhu, el portador dels Desaprendits.
- Charlie Yeung com a Wu Yuanying, el portador de la Caiguda del Cel.
- Lu Yi com a Han Zhibang, el portador de la Deïtat.
- Duncan Chow com Mulang, el portador del Raig Celestial.
- Tai Li-wu com a Xin Longzi, el portador dels Star Chasers.
- Sun Honglei com Vent de Foc, un senyor de la guerra.
- Kim So-yeon com a Perla Verda, esclava coreana de Vent de Foc.
- Zhang Jingchu com a Liu Yufang, filla de Liu Jingyi i amant de Han Zhibang.
- Ma Jingwu com a Shadow-Glow, un espadachín i falsificador d'espases solitari.
- Michael Wong com el príncep Dokado, un noble manxú.
- Jason Pai com a Liu Jingyi, el cap del poble.
- Chi Kuan-chun com a Qiu Dongluo, l'espia.
- Huang Peng com Guan Sandao, un vilatà.
- Zhang Chao com Zhang Huazhao, un vilatà.
- Chen Jiajia com a Kualo, seguidor de Vent de Foc.
- Liu Mingzhe com a Jiaoci, seguidor de Vent de Foc.
- Li Haitao com a Siyilang, seguidor de Vent de Foc.
- Jiang Guangjin com a Sanzi, seguidor de Vent de Foc.
- Xie Zhang com a Lleó calb, seguidor de Vent de Foc.
- Wang Chi-man com a Dagger Peak, seguidor de Vent de Foc.
- Zhang Jie com Hair Wolf, seguidor de Vent de Foc.
- Tang Tengfei com a Bèstia de Pedra, seguidor de Vent de Foc.
- Liu Zhenbao com Mud Trot, seguidor de Vent de Foc.
- Lin Haibin com a Sangen, seguidor de Vent de Foc.
- Guo Fengqiang com a Esperit Negre, seguidor de Vent de Foc.
- Jia Kun com a Bangmuzi, seguidor de Vent de Foc.

## Producció
La pel·lícula va ser la primera d'una franquícia prevista de sis parts.
Durant el rodatge de l'escena de la lluita final, Donnie Yen va ferir accidentalment a Sun Honglei a prop de l'ull després de suposar erròniament que Sun estava entrenat en arts marcials. Sun va ser traslladat d'urgència de Xinjiang a un hospital de Beijing la nit del 7 de desembre. La seva vista no es va veure afectada, així que va tornar al plató un dia després i va insistir a acabar les seves escenes.

## Càsting
El paper de Chu Zhaonan es va oferir inicialment a l'actor coreà Song Seung-heon amb un salari de 400.000 dòlars EUA. El director Tsui Hark va reclutar a Leon Lai per interpretar a Yang Yuncong després de veure la seva actuació a The Sword of Many Loves i de voler "veure una altra cara d'ell". Song i Lai van ser entrenats en l'equitació i el joc d'espasa per als seus respectius papers, però Song va abandonar prop de l'inici del període de rodatge per treballar en altres projectes. Aleshores se li va oferir a Donnie Yen interpretar a Chu Zhaonan, i va acceptar l'oferta sense dubtar-ho després de "entendre la gravetat" de la situació.
Lu Yi, que va interpretar a Han Zhibang, va dir una vegada que mai tornaria a actuar en pel·lícules de wuxia o d'arts marcials. Tanmateix, quan va veure el repartiment d'estrelles vinculat al projecte, va acceptar immediatament l'oferta d'unir-se perquè va sentir que era una rara oportunitat per a ell de treballar amb un repartiment tan fort.
El paper del príncep Dokado es va oferir inicialment a Hu Jun, que el va rebutjar per raons desconegudes. Més tard es va oferir a Wang Xueqi, que de la mateixa manera va rebutjar l'oferta. El paper finalment va ser per a Michael Wong.

## Llançament
Cheung Chi-sing, el director de producció i guionista, va revelar que el tall inicial realitzat per Angie Lam va durar quatre hores. No obstant això, els distribuïdors estaven preocupats perquè un temps de funcionament tan llarg limitaria els arranjaments de projecció i afectaria el rendiment de la taquilla, de manera que Tsui el va reeditar a dues versions: 150 minuts i 120 minuts. Després de comprovar que la versió de 120 minuts patia un subdesenvolupament, els inversors van triar la versió de 150 minuts per a l'execució cinematogràfica.

## Recepció
Set Espases va tenir una bona acollida a Àsia, sent nominada a molts premis tant a Hong Kong com a la Xina. La seva versió limitada als Estats Units ha rebut crítiques generalment negatives i té una qualificació de "podrida" del 25% a Rotten Tomatoes basada en 15 ressenyes.

## Sequela i reboot
Tsui Hark pretenia que Seven Swords fos una heptalogia i va confirmar que hi havia un guió de la seqüela en curs. Tot i que s'està confirmant una seqüela, un guió completat i llest per a ser filmat a finals de 2006, la pel·lícula no es va acabar mai. El 2019, es va fer una nova trilogia de set espases sense relació amb el treball de Tsui Hark.

## Reconeixements
- 2005 - 62a Mostra Internacional de Cinema de Venècia[10]** Fora competició
- 2005 - XXXVIII Festival Internacional de Cinema Fantàstic de Catalunya
  - Millor fotografia a Keung Kwok-man[11]
  - Nominació a la millor pel·lícula a Tsui Hark
- 2005 - Premis de Cinema Golden Horse
  - Millor coreografia d'acció per a Wei Tung, Xin Xin Xiong, Liu Chia-Liang
  - Nominació al millor guió adaptat a Tsui Hark, Chun Tin-nam, Cheung Chi-sing
  - Nominació a la millor fotografia a Keung Kwok-man
  - Nominació als millors efectes visuals a Peter Webb
  - Nominació a la millor direcció artística a Eddy Wong
  - Nominació al millor maquillatge i vestuari a Poon Wing-Yan, Shirley Chan
  - Nominació als millors efectes de so a Steve Burgess, Wei He
- 2006 - Hong Kong Film Critics Society Awards
  - Guanyador del premi especial del jurat
- 2006 - Chinese Film Media Awards
  - Nominació al millor director a Tsui Hark
  - Nominació al millor actor a Sun Honglei
- 2006 - Premis Golden Bauhinia
  - Nominació a la millor fotografia a Keung Kwok-man
  - Nominació a la millor edició a Angie Lam
  - Nominació a la millor actriu a Zhang Jingchu
  - Nominada als millors efectes de so a Soundfirm
- 2006 - Hong Kong Film Awards
  - Nominació al millor director a Tsui Hark
  - Nominació a la millor fotografia a Keung Kwok-man
  - Nominació a la millor actriu a Zhang Jingchu
  - Nominació a la millor edició a Angie Lam
  - Nominació als millors efectes de so a Steve Burgess, Wei He
  - Nominació als millors efectes visuals a Peter Webb
  - Nominació a la millor direcció artística a Eddy Wong
  - Millor coreografia d'acció per a Wei Tung, Xin Xin Xiong, Liu Chia-Liang
  - Nominació al millor maquillatge i vestuari a Poon Wing-Yan, Shirley Chan
  - Nominació a la millor banda sonora a Kenji Kawai
  - Nominació a la millor pel·lícula a Tsui Hark